# Haraldur Björnsson
Haraldur Björnsson (Reykjavík, 12 gennaio 1989) è un calciatore islandese, portiere dello Stjarnan e della Nazionale islandese.

## Carriera

### Club
Dopo 9 presenze nella massima serie islandese col Valur nel 2009, viene mandato in prestito nella serie cadetta islandese al Þróttur. Tornato nel 2011 al Valur, conquista la coppa di Lega islandese. Dopo un paio di parentesi in Norvegia, si trasferisce in Svezia all'Östersund, dove è prevalentemente riserva di Aly Keita.
Il 16 agosto 2016 firma per il Lillestrøm, legandosi con un contratto valido fino al termine della stagione.
A partire dalla stagione 2017 torna a giocare in Islanda, accordandosi con lo Stjarnan.

### Nazionale
Conta 16 presenze con l'Under-21 del suo paese con cui parteciperà all'europeo di categoria del 2011 dopo aver preso parte alle qualificazioni della stessa.